# Tulagi
Tulagi, někdy též Tulaghi, je ostrov ležící v centrální části Šalomounova souostroví v jihozápadním Pacifiku. Administrativně náleží do Centrální provincie ostrovního státu Šalomounovy ostrovy. Až do roku 1942 bylo Tulagi hlavním správním centrem britského protektorátu Šalomounovy ostrovy. Za druhé světové války byl ostrov nejprve australskou, poté japonskou a nakonec americkou základnou.
Stejnojmenná osada na jihovýchodní části ostrova je hlavním městem Centrální provincie. V roce 1986 měla 1622 obyvatel. Počet obyvatel podle údajů z roku 1999 klesl na 1333.

## Popis ostrova

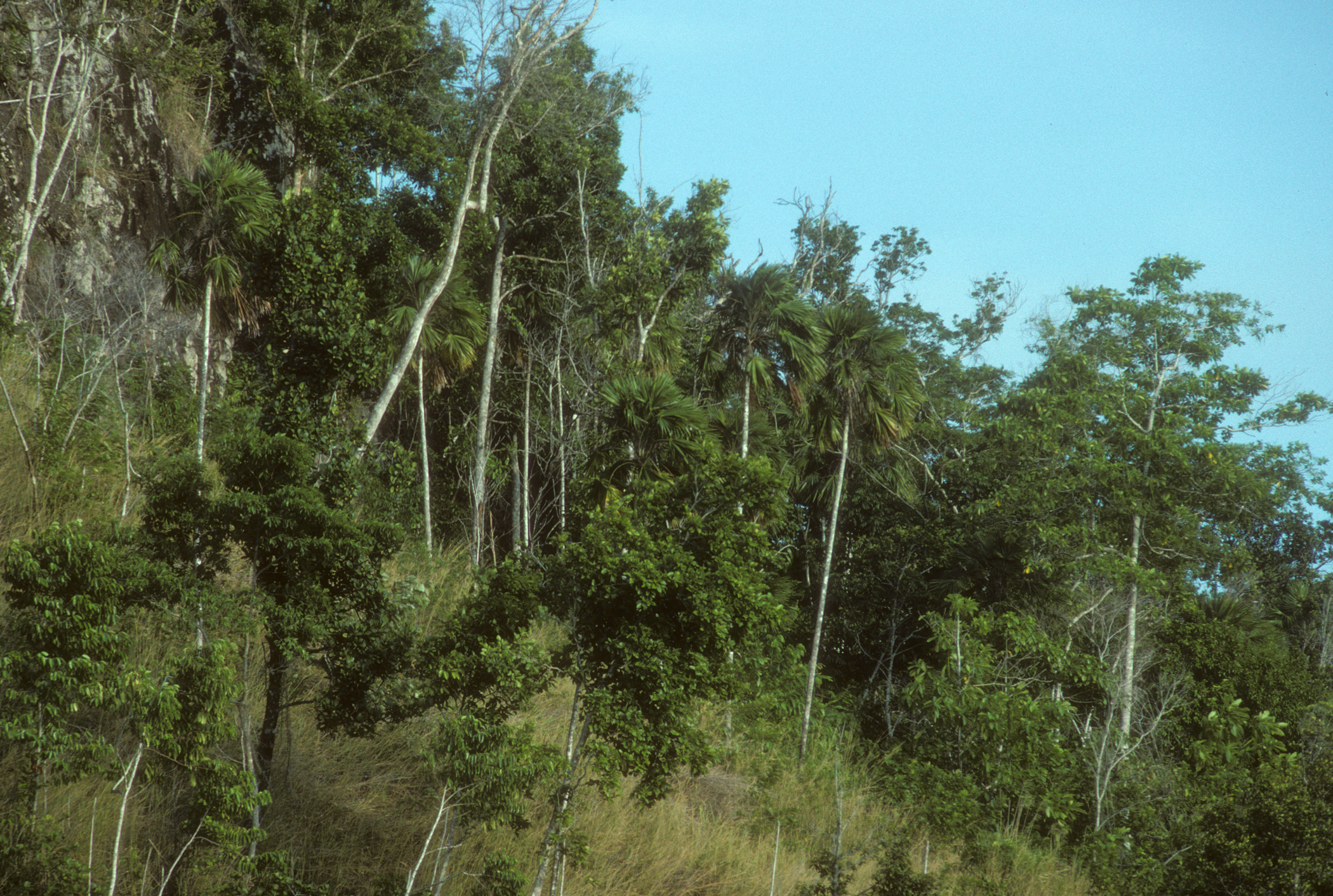
Džungle na Tulagi

Tulagi leží u jižního pobřeží západní části mnohem většího ostrova Nggela Sule/Florida, od kterého je oddělen asi 200 metrů širokou úžinou na severozápadě. Severovýchodně od Tulagi se v průlivu mezi Tulagi a Floridou nachází menší ostrov Makambo (též Macambo). Zátoka mezi severovýchodním pobřežím Tulagi a Floridou představuje přirozený krytý přístav. Jihozápadní pobřeží ostrova je omýváno vodami Průlivu se železným dnem.
Nejvyšší vrchol měří 347 stop (105,8 metrů) nad mořem a nachází se v severozápadní části ostrova. Hlavní osídlení se nachází v jihovýchodní části ostrova.

## Historie

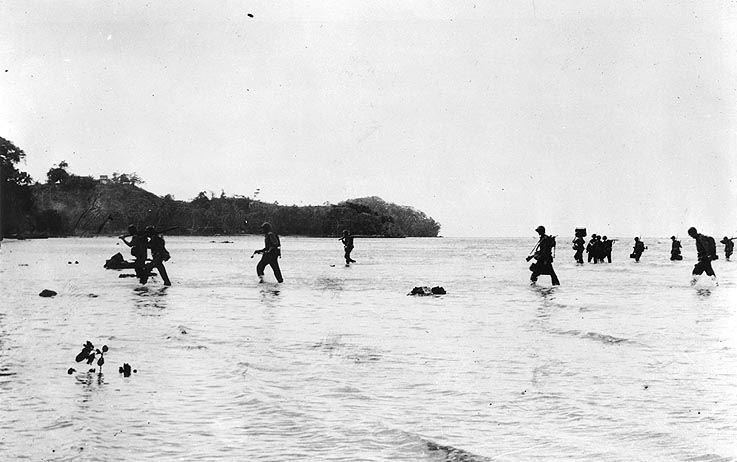
Američtí vojáci se vyloďují na Modré pláži (Beach Blue) na jihu severozápadní části ostrova, 7. srpna 1942

Tulagi a okolní ostrovy prozkoumal v letech 1568 až 1595 španělský mořeplavec Álvaro de Mendaña de Neira.
V červnu 1893 vyhlásilo Spojené království Velké Británie a Irska protektorát nad Šalomounovými ostrovy. Amatérský biolog Charles Morris Woodford usiloval o získání statusu zastupujícího vládního komisaře pro šalomounský protektorát a za své hlavní sídlo si zvolil Tulagi. Dne 29. srpna 1896 se Woodford a místní náčelník Tambokoro dohodli na prodeji ostrova Tulagi Velké Británii za cenu 42 uncí zlata. Tulagi se tak stalo administrativním a obchodním centrem britského protektorátu.
V listopadu 1939 přistál u Tulagi létající člun Short Empire, aby prozkoumal možnosti vybudování předsunuté základny. RAAF se nakonec rozhodla vybudovat základnu hydroplánů na ostrovech Gavutu a Tanambogo, asi 3,2 km východně od Tulagi. Dne 12. května 1941 zde přistála první Catalina 11. squadrony RAAF. Vedle 11. squadrony tu působila i 20. squadrona, přičemž obě používaly Cataliny ve verzi PBY-5. Ačkoliv samotná základna se nacházela na ostrovech Gavutu, Tanambogo a Goami, Australané ji označovali jako Tulagi Advanced Operating Base (Předsunutá operační základna Tulagi).
Obranu Tulagi a přilehlé operační základny měla na starosti část z 271 commandos australské 1. nezávislé roty (1st Independent Company), kteří byli rozmístění po ostrovech od Nové Guineje až po Nové Hebridy. Na jaře 1942 byli před postupujícími Japonci evakuování bílí civilisté (zpravidla plantážníci) a těsně před příchodem Japonců byla evakuována i operační základna a jednotky commandos. V 0:10 dne 3. května 1942 se na Tulagi vylodila kurská 3. kaigun tokubecu rikusentai (海軍特別陸戦隊 ~ Speciální námořní vyloďovací jednotka) císařského námořnictva. Samotné vylodění se nesetkalo s žádným odporem, ale ráno 4. května byla japonská invazní flota napadena letouny z letadlové lodě USS Yorktown.
Tulagi, Gavutu, Tanambogo a zátoka Halavo na Floridě se staly základnou pro hydroplány samostatné jednotky vyčleněné z Jokohama kókútai (航空隊 ~ letecký pluk/skupina), která odsud operovala s létajícími čluny typu 97 (H6K4 a 5/„Mavis“) a plovákovými stíhacími letouny typu 2 (A6M2-N/„Rufe“).
Ráno 7. srpna 1942 se na Tulagi, Gavutu a Tanambogo vylodila část 1. a 2. divize USMC. Jako první na ostrov vstoupil dvacetiletý odstřelovač Clarence Frederic Miller od 1. praporu 2. pluku 2. divize USMC. Miller se tak stal prvním americkým vojákem, který za druhé světové války vstoupil na nepřítelem držené území. Vojáci 3. kaigun tokubecu rikusentai kladli houževnatý odpor, ale následujícího dne byl ostrov prohlášen za bezpečný. Američané potom na Tulagi zřídili předsunutou základnu, jejíž přístav jim umožnil provizorní opravy lodí poškozených během bojů o Guadalcanal. Na Tulagi a ostrově Makambo byla zřízena základna torpédových člunů PT.